# Mario Díaz de Vivar
Mario Alberto Díaz de Vivar Bogado (22 de outubro de 1983), árbitro de futebol paraguaio, pertencente ao quadro da Federação Internacional de Futebol (FIFA) desde 2013.

## Carreira
Foi um dos árbitros da Copa América de 2019, no Brasil, apitando duas partidas: Japão–Chile, na primeira fase, e Argentina–Chile, pela disputa do terceiro lugar, na qual expulsou os dois capitães, o argentino Lionel Messi e o chileno Gary Medel, mostrando vermelho direto para ambos, aos 37 minutos.